# Mandevilla symphytocarpa
Mandevilla symphytocarpa är en oleanderväxtart som först beskrevs av G. F. W. Mey., och fick sitt nu gällande namn av R. E. Woodson. Mandevilla symphytocarpa ingår i släktet Mandevilla och familjen oleanderväxter. Inga underarter finns listade i Catalogue of Life.